# الريحانة (مادبا)
الريحانة منطقة سكنية تقع في لواء ذيبان، محافظة مادبا في الأردن. تنتمي المنطقة لقضاء ذيبان الذي يضم 21 منطقة. يقدر عدد سكانها بـ 26 نسمة حسب إحصاء 2015.

## الوصلات الخارجية
- دائرة الاحصاءات العامة